# Progressive International
Progressive International (PI) is een internationale politieke organisatie die links-progressieve activisten en groeperingen verenigt en mobiliseert. Ze werd in 2020 opgericht na een oproep van DiEM25 en The Sanders Institute uit 2018 om een verenigd progressief front tot stand te brengen. Bij Progressive International zijn vakbonden, politieke partijen en sociale bewegingen aangesloten.
Progressive International stond in 2025 aan de doopvont van The Hague Group.